# Frank Loesser
Frank Henry Loesser, född 29 juni 1910 i New York, död 28 juli 1969 i New York, var en amerikansk kompositör och textförfattare. 
Under andra världskriget, skrev han sången "Praise the Lord and Pass the Ammunition". Han var en mycket framgångsrik textförfattare i samarbete med andra kompositörer. Det här var den första sången som Loesser skrev; först texten och sedan musiken.
Loesser blev tilldelad en Grammy Award, 1961 för "Best Original Cast Show Album" för How to Succeed in Business Without Really Trying.
Frank Loesser dog av lungcancer vid 59 års ålder.